# 마이크 로드

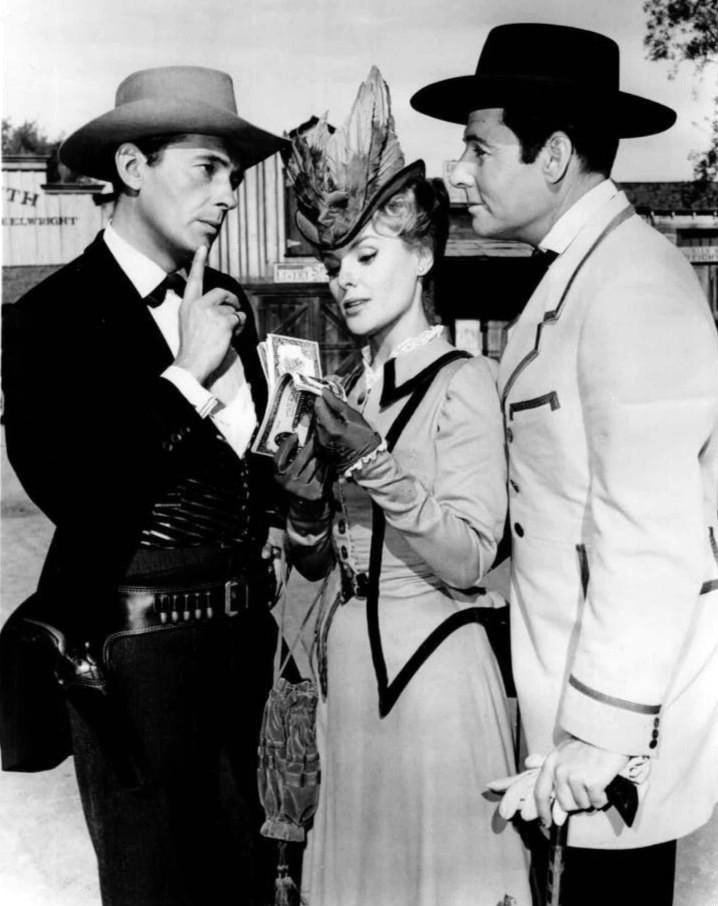

마이크 로드(Mike Road, 1918년 3월 18일 ~ 2013년 4월 14일)는 미국의 배우, 연극 배우, 텔레비전 배우, 성우, 무대 연출가이다.
몰든에서 태어났으며 로스앤젤레스에서 사망하였다.

## 영화
- 버뮤다 2만리 (1977년)
- 데스티네이션 이너스페이스 (1966년)
- 아내는 요술쟁이 (1964년)
- 선셋 77번가 (1958년)
- 콜트45 (1957년)
- 딜론 보안관 (1955년)
- 디즈니랜드 (1954년)
- 몬테즈마의 영웅들 (1950년)
- 올드-패션 걸 (1949년)